# Геологія Китаю
Геологічна будова Китаю — сукупність усіх параметрів поверхні території розташування країни.

## Основні параметри
На території Китаю розташовуються древня Китайська платформа (загальна площа 4,3 млн км²) і її складчасте обрамлення.
У складі платформи виділяють три мегаблоки: Китайсько-Корейський, Південно-Китайський і Таримський. Їх ранньодокембрійський кристалічний фундамент складений метаморфічними породами (гнейси, граніто-гнейси, мігматити, метаморфічні сланці, кварцити тощо) і виходить на денну поверхню в межах Сіно-Корейського щита і ряду масивів.
До складу фундаменту Таримського і Південно-Китайського мегаблоків входять і пізньо-докембрійські (вік до 700 млн років) метаморфічні утворення. Осадовий чохол утворений морськими і континентальними відкладами верхнього протерозою, нижнього і середнього палеозою (конгломерати, піщано-глинисті породи, вапняки), континентальними і паралічними відкладами верхнього палеозою, мезозою і кайнозою.
У межах Китайсько-Корейської платформи відклади середнього палеозою відсутні, а на Південно-Китайській платформі відомий морський верхній палеозой і тріас. У структурі осадового чохла, що відображає рельєф фундаменту, виділяється ряд великих антекліз і синекліз. Потужність чохла в межах синеклізи досягає 10 км (Сичуанська, Північнокитайська). Зі структурами фундаменту платформ пов'язані родовища залізистих кварцитів, золота, алмазів, слюди, п'єзокварцу, рідкісних та розсіяних елементів; із платформним чохлом — родовища кам'яного і бурого вугілля, нафти і газу, руд міді і поліметалів.
Складчасте обрамлення Китайської платформи складається з областей палеозойської, мезозойської, альпійської і кайнозойської складчастості. Каледоніди утворюють південно-східне обрамлення платформи і складені теригенними і карбонатними утвореннями, що включають вулканіти спіліт-кератофірової формації, інтрузії основних, середніх і лужних порід, а також гранітів палеозойського і мезозойського віку, з якими пов'язані родовища руд міді, свинцю, цинку, срібла, золота і олова.
Каледоніди виділяються також у межах Ціляньшаня, Північного Ціньліня, Східного Тянь-Шаню і Алтаю. Формаційний вигляд каледонід різний: теригенні, вулканогенні, карбонатні породи, тіліти і тілітоподобні конгломерати. З каледонськими структурами пов'язані родовища руд хрому, нікелю, міді, свинцю, цинку, срібла, золота (Ціляньшань), молібдену, вольфраму, золота і олова (Тянь-Шань). До області герцинської складчастості належать гірські масиви Джунгарії, південь Східного Тянь-Шаню, Куньлуня і Великого Хінгану, а також прибережна смуга Південно-Східного Китаю та острів Хайнань. У їх будові переважають теригенні, вулканогенні і карбонатні утворення.
З областями герцинської складчастості пов'язані родовища руд заліза, міді, вольфраму, олова, молібдену, нікелю, свинцю, фосфоритів, боратів, кам'яного вугілля, а з накладеними на палеозоїди і древні масиви Західного і Північно-Східного Китаю мезозойсько-кайнозойськими западинами — основні родовища нафти. Південні схили Куньлуня і Ціньліня та область між Тибетом і Південно-Китайською платформою належать до ранніх мезозоїдів (складчастість кінця тріасу — початку юри), складених переважно морськими теригенними породами. Розвиток пізніх мезозоїд обмежений зоною Каракоруму і Південним Тибетом.
Породи геосинклінального комплексу інтенсивно зім'яті, розбиті насувами з батолітами молодих гранітів. У мезозоїдах розвинені рудовияви олова, вольфраму, міді, нікелю, золота, родовищ кам'яного і бурого вугілля. До області альпійської складчастості належать Гімалаї і острів Тайвань.
Із півночі Гімалаї обмежені офіолітовим поясом верхнього Інду і Цангпо (Брахмапутри), складеним морськими верхньопалеозойськими і мезозойськими міогеосинклінальними відкладами. На сході Гімалаї обмежені кайнозойськими відкладами з офіолітами. На південь від цього поясу на північному схилі Гімалаїв розвинені мілководно-морські відклади палеозою, мезозою і низів палеогену з фауною, типовою для Тетісу. Активна сейсмічність і вулканізм свідчать про триваючий геосинклінальний розвиток цього району.
З областями альпійської складчастості генетично пов'язані родовища нафти, бурого вугілля, руд нікелю, хрому, золота, срібла, свинцю і цинку.
У мезозойський і кайнозойський період на всій території Китаю інтенсивно виявилися тектонічні рухи, в результаті яких були сформовані гірські споруди і міжгірські западини Східного Китаю, був зім'ятий платформний чохол, широко виявився позагеосинклінальний магматизм (зокрема, гранітоїдний), особливо в межах пізньомезозойського вулкано-плутонічного поясу південного-сходу узбережжя країни. З цими структурами пов'язані родовища кам'яного вугілля, нафти, газу в неотектонічних западинах, руд вольфраму, олова, стибію, ртуті та інші корисні копалини.